# Uncinia gracilenta
Uncinia gracilenta är en halvgräsart som beskrevs av Bruce Gordon Hamlin. Uncinia gracilenta ingår i släktet Uncinia och familjen halvgräs. Inga underarter finns listade i Catalogue of Life.